# Вертипорох Василь Володимирович
Васи́ль Володи́мирович Вертипо́рох (нар. 25 вересня 1962, с. Вишківці, Немирівський район) — український поет, член Національної спілки письменників України (2018), Національної спілки журналістів України (1995).

## Біографія
Народився 25 вересня 1962 року в с. Вишківці Немирівського району на Вінниччині у селянській родині. Після закінчення середньої школи у Брацлаві став студентом Вінницького педагогічного інституту, який закінчив у 1984 році. Відтоді учителює у сільських школах області: спочатку у с. Некрасове (нині Юзвин) Вінницького району, а з 1989 року директором шкіл в Ометинцях та Вовчку Немирівського району. З 1997 року учителює у Брацлаві, з 2016 року працює директором школи в передмісті Брацлава — Монастирському. Є переможцем обласних та регіональних конкурсів педагогів.

Проживає у смт Брацлаві.

## Літературна діяльність
Поет. Писати вірші почав у 12 років. Перший вірш був надрукований 1978 року у районній газеті «Колгоспні вісті». Відтоді друком вийшли чотири збірки лірики:
- «У Немирові дощ» (1997);
- «Над совістю річки» (2001);
- «На розбитім шосе» (2002);
- «Стара дорога на Тульчин» (2012);
- «Ометинецька осінь» (2019).

Є публікації в журналах «Дніпро», «Вінницький край», колективному збірнику «З любов'ю в серці», альманасі «Русалка Дністровая», регіональній періодиці.

Укладач кількох чисел дитячого альманаху «Лелеченя».

- Літературно-мистецька премія «Кришталева вишня» (1997) за дебютну збірку «У Немирові дощ».
- Літературна премія імені Михайла Стельмаха журналу «Вінницький край» (2018).[3]
- Літературна премія імені Анатолія Бортняка (2020) за збірку «П’ятикнижжя».[4]

|                                                                   | Поезія Василя Вертипороха – це живопис словом, уміння відчувати подих вічності в історії, це шляхетні листи шляхетної людини до шляхетного українця. |
| — Михайло Каменюк, з передмови до книги «Стара дорога на Тульчин» | |

|                                                                 | Поетам такого душевного складу як Василь Вертипорох, властива не стерта роками наївність, немов дитяча безпосередність. Звідси його пильний погляд, звернений до дітей, прокурених дідів – затятих рибалок, старенької бабусі, увесь світ якої – в її городі з соняшниками та гарбузами. Його інтимна лірика – також легка, пастельна барвами, навіть тоді, коли почуття кохання не ділиться на двох. |
| — Анатолій Подолинний, з передмови до книги «Над совістю річки» | |

|                   | Ті збірки віршів, які побачили світ <…>, засвідчують глибоку громадянську зрілість поета, його яскравий емоційний світ, високу філологічну грамотність, оригінальну образність, яскраве авторське світобачення та гуманізм. Основу творчості Василя Вертипороха становить патріотична та культурологічна тематика, що промовисто свідчить про глибоке розуміння автором сучасних складних суспільно-політичних процесів, його патріотичні державницькі почуття, небайдужість до нашого сьогодення та майбутнього долі України. |
| — Тетяна Яковенко | |